# Lee (Massachusetts)
Lee – miasto w Stanach Zjednoczonych, w stanie Massachusetts, w hrabstwie Berkshire.